# Aproximante labiodental
La aproximante labiodental es un tipo de sonido consonántico, utilizado en algunas lenguas habladas. Es similar a una w inglesa pronunciada con los dientes y los labios sostenidos en la posición usada para articular la letra v. El símbolo en el alfabeto fonético internacional que representa este sonido es ⟨ʋ⟩, y el símbolo X-SAMPA equivalente es P o v\.
La aproximante labiodental es la realización típica de /v/ en la variedad de inglés del sur de India. Como la /f/ sorda también se realiza como un aproximante ([ʋ̥]), también es un ejemplo de un lenguaje que contrasta con los sonidos sordos y sonidos aproximantes labiodentales.

## Características
- Su forma de articulación es aproximante, lo que significa que se produce reduciendo el tracto vocal en el lugar de articulación, pero no lo suficiente para producir una corriente de aire turbulenta.
- Su lugar de articulación es labiodental, lo que significa que se articula con el labio inferior y los dientes superiores.
- Su fonación es sonora, lo que significa que las cuerdas vocales vibran durante la articulación.
- Es una consonante oral, lo que significa que al aire se le permite escapar solo por la boca.
- Debido a que el sonido no se produce con el flujo de aire sobre la lengua, la dicotomía centro-lateral no se aplica.
- El mecanismo de la corriente de aire es pulmonar, lo que significa que se articula empujando el aire sólo con los pulmones y el diafragma, como en la mayoría de los sonidos.

## Aparición en distintas lenguas
- Alemán: was [ʋas] qué
- Armenio (dialecto oriental): ոսկի [ʋɔski] oro
- Catalán (Baleares): treballava [t̪ɾəbəˈl̠ʲæ̞ʋə] (él/ella) trabajaba
- Catalán (Valencia): treballava [t̪ɾe̠bɐ̞ˈl̠ʲæ̞̈ʋɐ̞] (él/ella) trabajaba
- Danés: véd [ʋe̝ːˀð̠˕ˠ] (él/ella) sabe
- Esloveno: veter [ˈʋéːtər] viento
- Español (Chile): hablar [äʋˈläɾ]
- Feroés: røða [ˈɹøːʋa] habla
- Finés: vauva [ˈʋɑuʋːɑ] bebé
- Frisón Occidental: wêr [ʋɛːr] donde
- Georgiano: ვარდი [ʋɑrdɪ] rosa
- Guaraní: avañe'ẽ [aʋaɲeˈʔẽ] idioma del hombre
- Inglés (Sudáfrica): vine [ʋaɪn] vino
- Neerlandés: wang [ʋɑŋ] mejilla
- Noruego: venn [ʋɛ̝nː] amigo
- Nsenga: ŵanthu [ʋaⁿtʰu] gente
- Portugués (algunos hablantes): louvo [ˈloːʋu] alabo
- Punyabí: ਵਾਲ [ʋäːl] pelo
- Serbocroata: цврчак / cvrčak [t͡sʋř̩ːt͡ʃak] cricket
- Sueco: vän [ʋɛn] amigo
- Tamil: வாய் [ʋɑj] boca
- Turco: vazife [ʋɑzife] asunto

- Datos: Q1054266